# Bīkār Āyesh
Bīkār Āyesh (persiska: بيكاراپَس, Bīkārāpas, بيكار آیش) är en ort i Iran.   Den ligger i provinsen Mazandaran, i den norra delen av landet, 170 km nordost om huvudstaden Teheran. Antalet invånare är 127.
Terrängen runt Bīkār Āyesh är mycket platt. Runt Bīkār Āyesh är det tätbefolkat, med 636 invånare per kvadratkilometer. Närmaste större samhälle är Bābolsar, 19,5 km väster om Bīkār Āyesh. Trakten runt Bīkār Āyesh består till största delen av jordbruksmark.